# Gabriel Rybar Blos
Gabriel Rybar Blos (Marques de Souza, 28 febbraio 1989) è un ex calciatore brasiliano, di ruolo difensore.

## Caratteristiche tecniche
È un difensore centrale.

## Carriera

### Club
Ha esordito in Série A il 20 luglio 2013 con la maglia del Grêmio in un match perso 2-1 contro il Criciúma.

## Statistiche

### Presenze e reti nei club
Statistiche aggiornate al 21 novembre 2017.
| Stagione        | Squadra         | Campionato      | Campionato | Campionato | Coppe nazionali | Coppe nazionali | Coppe nazionali | Coppe continentali | Coppe continentali | Coppe continentali | Altre coppe | Altre coppe | Altre coppe | Totale | Totale | Totale |
| Stagione        | Squadra         | Comp            | Pres       | Reti       | Comp            | Pres            | Reti            | Comp               | Pres               | Reti               | Comp        | Pres        | Reti        | Pres   | Reti   |        |
| --------------- | --------------- | --------------- | ---------- | ---------- | --------------- | --------------- | --------------- | ------------------ | ------------------ | ------------------ | ----------- | ----------- | ----------- | ------ | ------ | ------ |
| 2011            | Lajeadense      | GAU             | 9          | 0          | CB              | 0               | 0               |                    | -                  | -                  |             | -           | -           | 9      | 0      |        |
| 2012            | Lajeadense      | GAU             | 16         | 1          | CB              | 0               | 0               |                    | -                  | -                  |             | -           | -           | 16     | 1      |        |
| 2013            | Lajeadense      | D+GAU           | 0+16       | 0+3        | CB              | 0               | 0               |                    | -                  | -                  |             | -           | -           | 16     | 3      |        |
| 2013            | Rio Branco-AC   | ACR             | 0          | 0          | CB              | 0               | 0               |                    | -                  | -                  |             | -           | -           | 0      | 0      |        |
| 2013            | Grêmio          | A+GAU           | 9          | 0          | CB              | 1               | 0               | CL                 | 1                  | 0                  |             | -           | -           | 11     | 0      |        |
| Totale carriera | Totale carriera | Totale carriera | 50         | 4          |                 | 1               | 0               |                    | 1                  | 0                  |             | -           | -           | 52     | 4      |        |

## Palmarès

### Competizioni nazionali
- Coppa del Brasile: 1

Grêmio: 2016

### Competizioni internazionali
- Coppa Libertadores: 1

Grêmio: 2017